# A Chinese Ghost Story (film, 2011)
Pour plus de détails, voir Fiche technique et Distribution.
A Chinese Ghost Story (倩女幽魂, Sien lui yau wan) est un film fantastique sino-hongkongais réalisé par Wilson Yip et sorti en 2011 à Hong Kong. C'est l'adaptation de l'histoire courte Nie Xiaoqian (en) contenue dans Contes étranges du studio du bavard de Pu Songling, un recueil d'histoires surnaturelles se déroulant dans la Chine ancienne.
Il est considéré comme une reprise de Histoire de fantômes chinois (1987) de Ching Siu-tung, produit par Tsui Hark. Le générique de fin mentionne que le film est dédié à la mémoire de l'acteur Leslie Cheung qui avait joué Ning Choi-san (Ning Caichen) dans ce film. De plus, la chanson jouée au générique de fin est la chanson thème de Histoire de fantômes chinois (1987) de Leslie Cheung.

## Synopsis
Le maître de Yan Chixia (Louis Koo) l'a envoyé à la colline noire pour se former aux arts de la chasse aux démons. Après avoir capturé un séduisant démon féminin nommée Nie Xiaoqian (en) (Liu Yifei), Yan tombe amoureux d'elle et se rend compte que son maître l'a envoyé ici pour lui apprendre à contrôler ses émotions. Xiaoqian tombe également amoureuse de Yan, et tandis qu'il lui donne des bonbons à manger, elle dit qu'elle tombera amoureuse de tous ceux qui lui ont donné des bonbons. Après un certain temps, elle le supplie de la tuer car les humains et les démons ne sont pas censés être ensemble. Yan la poignarde avec une dague magique, qui ne tue pas Xiaoqian, mais lui fait perdre la mémoire de leur relation. Yan arrive en retard à un combat contre le démon de l'arbre Laolao (Kara Hui), et voit que plusieurs de ses compagnons chasseurs de démons sont déjà tombés. Le dernier encore debout, Xia Xuefenglei (Louis Fan), enfonce son bras dans Laolao et dit à Yan de le couper, bannissant ainsi Laolao du monde mortel.
Plusieurs années plus tard, un collecteur d'impôts nommé Ning Caichen (Yu Shaoqun) passe par un village près de la colline noire et s'arrête pour boire dans un puits. Il se fait entouré par les villageois qui l'accusent d'avoir volé de l'eau en cette période de sécheresse, mais le confond ensuite avec un fonctionnaire envoyé par le gouvernement pour les aider à trouver une nouvelle source d'eau. Heureux d'être libre, Ning monte sur la colline, accompagné d'un guide et de cinq condamnés, les seuls hommes que les villageois sont prêts à envoyer avec lui. Ils s'arrêtent pour une pause dans une clairière, Ning pénètre à l'intérieur d'un arbre creux et offre des bonbons à un petit renard pâle qu'il y trouve. Un vent étrange souffle et tous remontent la colline vers un temple appelé Lanruo où ils trouvent un puits. Alors que Ning enquête sur ce puits, les autres hommes remarquent de belles femmes dans le temple et s'éloignent pour les suivre. Les femmes sont en fait des démons déguisés et elles aspirent la vie des hommes pour nourrir Laolao avec l'« énergie vitale ». Xiaoqian se présente et tente de séduire Ning, mais il la rejette. Yan Chixia arrive et commence à tuer les autres démons. Ning et Xiaoqian s'enfuient et se cachent dans un arbre, où il lui offre des bonbons.
Le lendemain, Ning retourne au temple avec une bombe sous-marine, dans l'intention de faire sauter le puits et de libérer de l'eau pour le village. Il est attaqué par deux démons serpents mais Xiaoqian le protège et est blessé dans l'explosion. Yan les sauve et attache Ning à un cheval pour le renvoyer au village pendant qu'il utilise ses pouvoirs magiques pour guérir Xiaoqian. Ning s'échappe, assomme Yan et l'attache à un arbre. Laolao insiste plus tard sur le fait que Xiaoqian se nourrit de Ning mais elle refuse de le croire. Laolao punit Xiaoqian tandis que les villageois organisent un festin pour Ning. Celui-ci quitte le village et libère Yan, qui lui dit que Xiaoqian est en fait un démon. Ning se rend ensuite au temple pour ramener Xiaoqian avec lui. Laolao tente de piéger Yan en créant une illusion mais Yan surmonte l'épreuve. En attendant, Ning permet à Xiaoqian de puiser dans son « énergie vitale » pour l'aider à guérir plus rapidement, après quoi ils ont une relation sexuelle.
Le lendemain matin, Laolao apparaît devant Xiaoqian et lui dit que son corps est toujours dans le temple Lanruo afin qu'elle ne puisse jamais être avec Ning. Yan arrive et attire Xiaoqian au loin. Juste à ce moment, Xia Xuefenglei et sa sœur cadette Xia Bing se présentent, battent Yan et enferment Xiaoqian dans une cage magique. Elles attachent Yan devant la cage pour qu'il puisse regarder Xiaoqian se désintégrer sous ses yeux. De retour au village, les villageois commencent à se transformer en arbres parce que l'eau qu'ils ont bu est maudite. Alors que Xuefenglei se rend au temple pour détruire Laolao et mettre fin à la malédiction, Ning libère Yan et Xiaoqian.
Xuefenglei bat les deux démons serpents mais Laolao est désormais libre. Yan se présente et sauve Xuefenglei. Xiaoqian, Ning et Xia Bing arrivent également. Alors que Yan et Xuefenglei se battent avec Laolao, Xia Bing utilise la magie pour ouvrir le puits gelé et Ning descend à l'intérieur pour trouver le corps de Xiaoqian. Laolao absorbe l'esprit de Xiaoqian dans son propre corps. Ning libère les esprits piégés par Laolao et ils commencent à l'attaquer. Yan utilise son miroir magique pour chasser l'esprit de Xiaoqian de Laolao et se transfère dans le corps de Laolao. Ning trouve le corps de Xiaoqian sous la forme du petit renard blanc. Yan et Laolao se transfigurent entre eux. Lorsque Yan prend le contrôle de leur corps commun, il retire la dague magique de la tête de Xiaoqian qui se souvient soudainement de tout ce qui concerne leur romance passée. Yan se poignarde avec le poignard pour tuer Laolao mais est également mortellement blessé.
Xiaoqian et Yan, mourant, sont de nouveau réunis. Xiaoqian dit à Ning de laisser son corps sur place afin de disparaître avec le temple qui s'effondre. Elle pousse Ning hors du temple pour rejoindre Xuefenglei et Xia Bing qui attendent à l'extérieur. Le lendemain, alors que Ning est sur le point de quitter le village, il entend la voix de Xiaoqian appeler son nom.

## Fiche technique
- Titre original : 倩女幽魂
- Titre international : A Chinese Ghost Story
- Réalisation : Wilson Yip
- Scénario : Charcoal Tan
- Photographie : Arthur Wong
- Montage : Cheung Ka-fai (en)
- Musique : Ronald Ng
- Production : Lai Jun-kei et Xu Jianhai
- Société de production : Golden Sun Films
- Société de distribution : Golden Sun Films (Hong Kong, International)
Huaxia Film Distribution Company (Chine)
- Pays d'origine :  Chine et  Hong Kong
- Langue originale : mandarin
- Format : couleur
- Genre : fantastique
- Durée : 100 minutes
- Dates de sortie :
  -  Singapour : 21 avril 2011
  -  Hong Kong : 28 avril 2011
  -  Corée du Sud : 12 mai 2011

## Distribution
- Louis Koo : Yan Chixia
- Liu Yifei : Nie Xiaoqian (en)
- Yu Shaoqun : Ning Caichen
- Kara Hui : Laolao, le troisième démon
- Wang Danyi Li : Xia Bing
- Louis Fan : Xia Xuefenglei
- Elvis Tsui : le chef du village
- Gong Xinliang : Serpent vert
- Lin Peng : Serpent blanc
- Li Jing (en) : Dents de fer

## Accueil
The China Post donne au film une critique négative avec 2 étoiles sur 5, écrivant qu'en comparaison du film original de 1987, celui de 2011 était « dans le même esprit que l'original pour ainsi dire, il semble viser un public plus jeune à l'image des films hollywoodiens, peut-être espère-t-il que le film sera la réponse hongkongaise à Twilight ».